# Menjamel unicolor
El menjamel unicolor (Stomiopera unicolor) és un ocell de la família dels melifàgids (Meliphagidae).

## Hàbitat i distribució
Habita manglars, matolls, boscos negats i ciutats, normalment a prop de l'aigua, des del nord-est d'Austràlia Occidental, cap a l'est, a través del nord del Territori del Nord fins al nord-est de Queensland: